# Moivrescher Satz
Der Moivresche Satz, auch Satz von de Moivre oder Formel von de Moivre (nach Abraham de Moivre) besagt, dass für jede komplexe Zahl (und damit auch jede reelle Zahl) {\displaystyle x} und jede natürliche Zahl {\displaystyle n} gilt:
{\displaystyle \left(\cos x+i\sin x\right)^{n}=\cos \left(nx\right)+i\sin \left(nx\right)}.
Diese Formel verbindet die komplexen Zahlen mit der Trigonometrie, sodass die komplexen Zahlen trigonometrisch dargestellt werden können.

## Geschichte
Abraham de Moivre fand diesen Satz im ersten Jahrzehnt des 18. Jahrhunderts. De Moivre selbst erhielt die Formel nach eigener Aussage von seinem Lehrer Isaac Newton und verwendete sie in verschiedenen seiner Schriften, auch wenn er sie nie explizit niederschrieb (das tat erst Leonhard Euler 1748, Introductio in analysin infinitorum, wo er auch die Eulersche Formel aufstellte).

## Herleitung
Der Moivresche Satz kann mit der Eulerformel
{\displaystyle e^{\mathrm {i} x}=\cos x+\mathrm {i} \sin x}
der komplexen Exponentialfunktion und ihrer Funktionalgleichung
{\displaystyle \left(e^{\mathrm {i} x}\right)^{n}=e^{\mathrm {i} xn}}
abgeleitet werden.
Ein alternativer Beweis ergibt sich aus der Produktdarstellung (siehe Additionstheoreme)
{\displaystyle (\cos \varphi +\mathrm {i} \sin \varphi )\cdot (\cos \psi +\mathrm {i} \sin \psi )=\cos(\varphi +\psi )+\mathrm {i} \sin(\varphi +\psi )}
per vollständiger Induktion.

## Anwendungen

### Ziehen der n-ten Wurzel aus einer komplexen Zahl
Der Moivresche Satz führt schnell zu einer Formel für die {\displaystyle n}-ten Wurzeln einer komplexen Zahl: Jede komplexe Zahl {\displaystyle a=r(\cos \varphi +\mathrm {i} \sin \varphi )\neq 0} hat genau {\displaystyle n} {\displaystyle n}-te Wurzeln, die gegeben sind durch
{\displaystyle z_{k}={\sqrt[{n}]{r}}\left(\cos \left({\frac {\varphi +2k\pi }{n}}\right)+\mathrm {i} \sin \left({\frac {\varphi +2k\pi }{n}}\right)\right)\quad \left(k=0,1,\ldots ,n-1\right).}
Manchmal wird auch diese Formel als Formel von de Moivre bezeichnet.

## Verallgemeinerung
Für {\displaystyle z,w\in \mathbb {C} }  ist
{\displaystyle \left(\cos z+i\,\sin z\right)^{w}}
eine mehrwertige Funktion, aber nicht 
{\displaystyle \cos \left(wz\right)+i\,\sin \left(wz\right).}
Dadurch gilt 
{\displaystyle \cos \left(wz\right)+i\,\sin \left(wz\right)\in \{\left(\cos z+i\,\sin z\right)^{w}\}.}